# Alsenborn
Alsenborn is een plaats in de Duitse gemeente Enkenbach-Alsenborn, deelstaat Rijnland-Palts, en telt 2623 inwoners (2006)

## Overleden
- Fritz Walter (1920-2002), Duits voetballer